# Turnstile
Turnstile és un grup de música hardcore punk de Baltimore (Maryland), que es va formar l'any 2010.

## Història

### 2010-2016: primers anys iNonstop Feeling
Després de formar-se l'any 2010, va treure el seu EP de debut titulat Pressure to Succeed el 2011, i el segon EP titulat Step 2 Rhythm el 2013, ambdós amb Reaper Records. El 13 de gener de 2015, Turnstile va publicar el seu primer disc, Nonstop Feeling, també via Reaper Records. El disc va ser enregistrat al Salad Days Studios amb el productor Brian McTernan. Per a presentar el disc Turnstile va fer dues gires pels Estats Units, una a la costa est i una a la costa oest, amb el grup Superheaven. Turnstile també van girar amb New Found Glory la primavera del 2015.

### 2016-2020:Move Thru MeiTime&Space
El 16 de setembre de 2016 Turnstile va publicar el seu tercer EP titulat Move Thru Me el qual obtingué una notable repercussió. A finals de 2017 el grup va començar a enregistrar el seu segon disc, aquest cop amb Roadrunner Records. El treball va ser produït per Will Yip al seu Studio 4. El 23 de febrer de 2018, la banda va publicar l'àlbum titulat Time & Space que fou considerat per la revista MondoSonoro el Millor disc internacional de hardcore/punk de l'any 2018.

### 2021-2024:Glow On
El 27 de juny de 2021, la banda va presentar el seu cinquè EP, Turnstile Love Connection, juntament amb un curtmetratge dirigit per Yates.[13] El 15 de juliol de 2021, la banda va anunciar el llançament d'un altre àlbum, Glow On.[14] El 27 d'agost de 2021, es va publicar el quart àlbum de llarga durada de la banda, Glow On, que va debutar al número 30 del Billboard 200. MondoSonoro va considerar-lo el Millor disc internacional de hardcore/punk de l'any.

### 2025-present:Never Enough
Never Enough és el quart àlbum d'estudi de la banda estatunidenca de hardcore punk Turnstile, publicat el 6 de juny de 2025 per Roadrunner. Aquest disc suposa una continuació del so innovador i expansiu que la banda ja havia explorat en el seu àlbum anterior, Glow On (2021), i consolida el seu estil propi que barreja hardcore, punk, hardcore melòdic i elements del dream pop. Turnstile va oferir un concert benèfic gratuït a Baltimore, la seua ciutat natal, al maig de 2025, en el qual van presentar el disc i van recaptar fons per a Health Care for the Homeless. El grup va oferir un concert de presentació del disc el 5 de juny a Brooklyn a la sala Under The K Bridge.
Turnstile va realitzar una gira per Europa i el Regne Unit el 2025 per a promocionar Never Enough, amb diverses aparicions en festivals com a Primavera Sound i Outbreak Festival.

## Membres
- Brendan Yates – veu
- Brady Ebert – guitarra
- Meg Mills – guitarra
- Franz Lyons – baix
- Daniel Fang – bateria

### Exmembres
- Sean Cullen - guitarra

## Discografia

### Àlbums d'estudi
- 2015: Nonstop Feeling
- 2018: Time & Space
- 2021: Glow On
- 2025: Never Enough

### EP
- 2011: Pressure to Succeed
- 2013: Step 2 Rhythm
- 2016: Move Thru Me
- 2020: Share A View
- 2021: Turnstile Love Connection